# Fur Fighters
Fur Fighters est un jeu vidéo de tir à la troisième personne développé par Bizarre Creations et édité par Acclaim Entertainment, sorti en 2000 sur Dreamcast.
Il est porté l'année suivante sur Windows. Le jeu bénéficie ensuite d'un traitement en cel-shading et est porté sur PlayStation 2 sous le titre Fur Fighters: Viggo's Revenge.
Enfin, en 2012, il est porté sur iPad sous le titre Fur Fighters: Viggo on Glass.

## Trame
Juliette, Rufus, Rico, Chang, Tweek et Bungalow vivent tranquillement dans un petit village côtier avec leurs familles. Tous vivent dans la paix quand soudain, le terrible général Viggo, ennemi de Rufus et des autres Fur Fighters, kidnappe les enfants et conjoints des héros. Les cinq Fur Fighters, guidés par le général Bristol, entament donc un long périple pour tous les sauver et peut-être parvenir à atteindre le repaire de leur ennemi afin de le mettre hors d'état de nuire.
L'ambiance du jeu se veut colorée et loufoque.

## Système de jeu
Le jeu se contrôle en vue à la troisième personne à la manière de Spyro the Dragon. Les personnages ont accès à quinze armes différentes et à des bonus répartis dans les niveaux.
À la manette, chose inhabituelle, les personnages avancent et reculent en appuyant sur les boutons et non sur la croix directionnelle ou le stick analogique. Sur PC, la maniabilité est plus traditionnelle : les touches du clavier servent au déplacement et la souris sert à manipuler la caméra et à tirer.